# Xylodryadella cryeranthes
Xylodryadella cryeranthes är en fjärilsart som beskrevs av Edward Meyrick 1925. Xylodryadella cryeranthes ingår i släktet Xylodryadella och familjen plattmalar. Inga underarter finns listade i Catalogue of Life.